# 에브로강

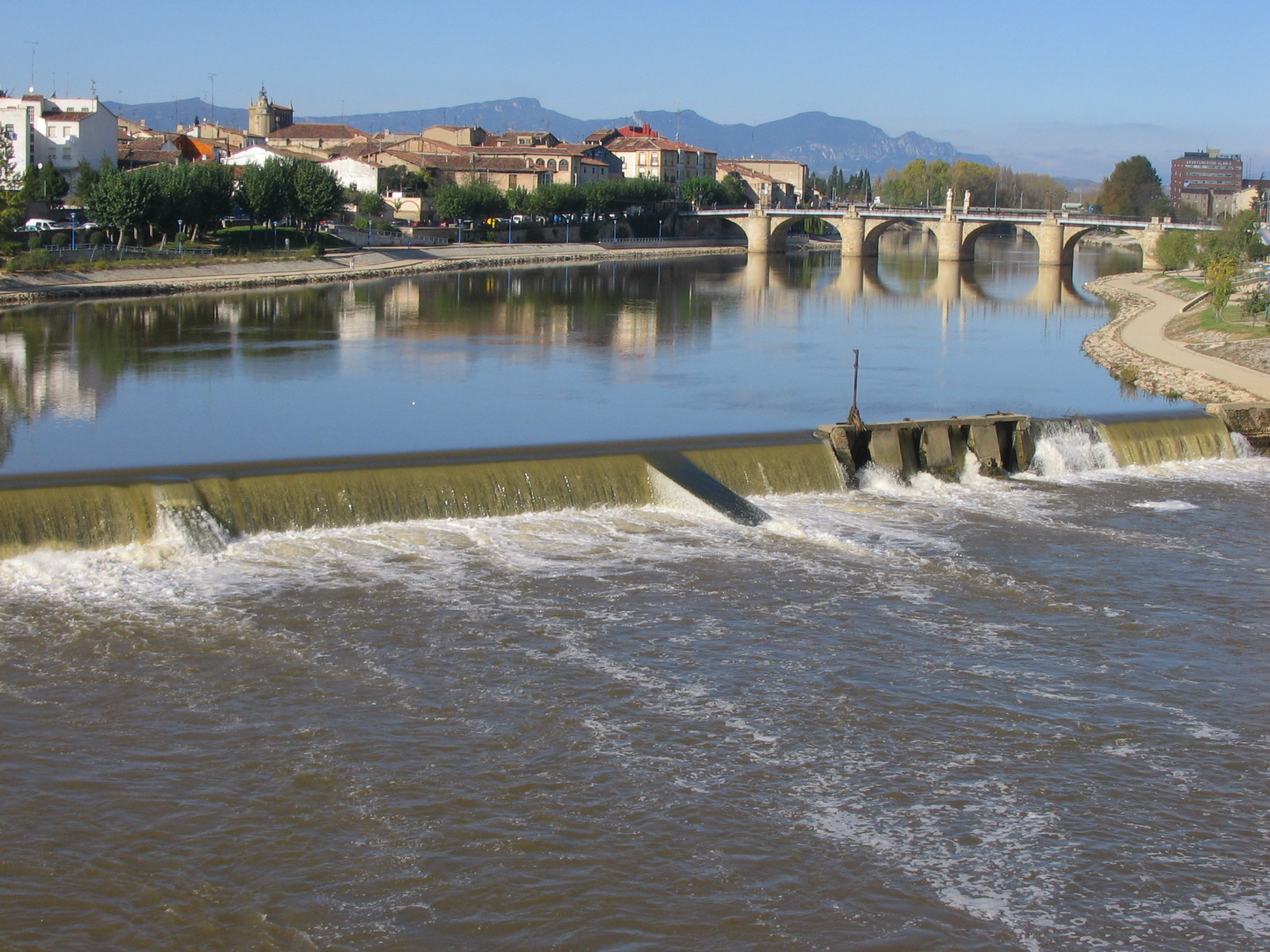
에브로 강의 모습

에브로강(스페인어: Ebro, 카탈루냐어: Ebre)은 스페인에서 가장 유량이 많은 강이다. 강의 원류는 칸타브리아산맥의 일원인 폰비르세이며 미란다 데 에브로, 로그로뇨, 사라고사, 토르토사 등을 흘러간다. 지중해 인근에는 에브로 강 삼각주가 있다.

## 이름
고대 로마인들은 이 강을 이베르 강(Iber River)이라 불렀다. 그리스어 단어인 Hèvros, Εβρος에서 유래했을 것으로 추정하고 있다. 논란의 여지가 있지만 후에 이 단어를 바탕으로 이베리아인들이 강의 명칭을 정했을 것으로 전한다.

## 역사
에브로 강은 1차 포에니 전쟁 후 로마 제국과 고대 카르타고를 구분하는 경계선의 구실을 하기도 했다. 이베리아반도에 한니발 장군을 필두로 한 영향력이 거세지자 로마는 인근에 지배력을 넓히려 시도한다. 이에 한니발은 2차 포에니 전쟁을 일으켰다.
스페인에서 가장 오래된 수도원 중 하나가 아라곤 지방의 에브로강 유역에 위치한다. 이 수도원은 1202년 설립돼 아직까지도 명맥을 유지하고 있다. 수로 기술과 물자 운송 등이 에브로강으로 이뤄졌기에 가능한 일이었다.

## 삼각주

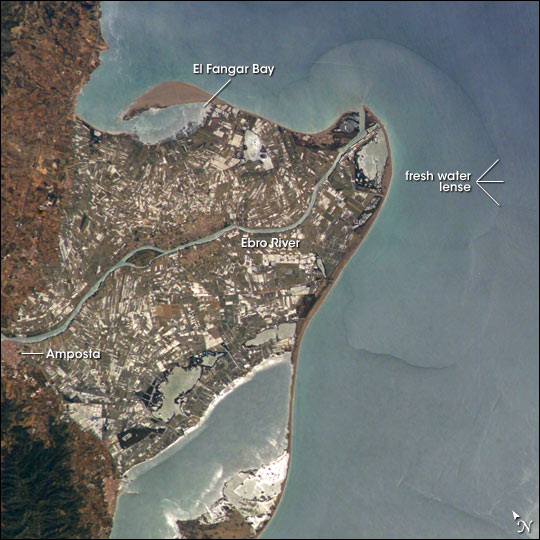
에브로 강 삼각주

에브로 강 삼각주는 지중해 연안의 습지로는 가장 큰 규모를 자랑한다. 총 규모는 320 km2인데 4세기 내륙에 암포스타라는 항구도시가 건설된 이래 삼각주는 지속적으로 규모가 커졌다. 내륙에서 발생하는 유입물과 파도가 일으키는 침식작용이 절묘하게 이뤄진 것이다.
현재 삼각주는 쌀, 과일, 채소 재배지로 지역 주민에게 요긴하게 쓰이고 있다. 수많은 해변과 염전이 자리하고 있으며 300여 종의 조류가 서식하기도 한다. 이에 스페인 정부는 1983년 일대의 삼림과 강 유역을 에브로 자연공원으로 지정했다.

## 유량
사라고사에서 19세기 말부터 측정된 유량 자료이다.
| - 1888년 3월: 3,760 m3/s - 1891년 1월: 3,250 m³/s - 1892년 2월: 3,790 m³/s - 1895년 1월: 3,118 m³/s - 1930년 3월: 3,600 m³/s | - 1930년 12월: 3,000 m³/s - 1937년 10월: 3,000 m³/s - 1941년 1월: 4,000 m³/s - 1952년 2월: 3,260 m³/s - 1961년 1월: 4,130 m³/s | - 1966년 11월: 3,154 m³/s - 1981년 1월: 2,940 m³/s - 2003년 2월: 2,988 m³/s - 2003년 3월: 2,220 m³/s - 2007년 4월: 2,282 m³/s. |